# Martin Helme
Martin Helme (Tallinn, 24 aprile 1976) è un politico estone, leader del Partito Popolare Conservatore Estone dal 4 luglio 2020.

## Biografia

### Primi anni
È nato a Tallinn da Mart, storico e successivamente diplomatico nonché politico, e Sirje Helme, storica dell'arte, e ha una sorella gemella, Maarja. Nel 2000 si è laureato in storia presso l'Università di Tartu, seguendo le orme del padre. Tra gli anni 1990 e 2000 ha lavorato in diverse istituzioni tra cui il dipartimento consolare del Ministero degli affari esterni e la Open Estonia Foundation. Tra il 2000 e il 2002 ha inoltre insegnato storia, educazione civica e filosofia presso il Ginnasio Kristiine di Tallinn.

### Carriera politica
Si è presentato alle elezioni europee del 2004 come candidato individuale, ricevendo quasi 1 500 voti ma non risultando eletto al Parlamento europeo. Helme si è ripresentato alle elezioni europee anche nel 2009, ricevendo oltre 9 800 voti, e nel 2014, ricevendo poco più di 9 500 voti, non risultando eletto in entrambi i casi.
Tra il 2008 e il 2011 ha guidato il Movimento Patriottico Estone, un gruppo nato nel 2006 per promuovere la rimozione del Soldato di Bronzo a Tallinn e sviluppatosi poi con posizioni contrarie alla realizzazione del gasdotto Nord Stream, euroscettiche ma atlantiste. Il movimento è poi confluito nel Partito Popolare Conservatore Estone nel 2012.
Nel 2009 si presentò come candidato sindaco di Pärnu con una lista civica, ricevendo tuttavia solo 528 voti, e nel 2013 si presentò alle elezioni locali per il consiglio comunale di Tallinn, ricevendo quasi 1 600 voti ma non risultando eletto.
Si è candidato alle elezioni parlamentari del 2015 riuscendo ad entrare al Riigikogu e rimanendo in carica, brevemente, anche dopo le elezioni del 2019; Helme fu infatti sospeso dall'incarico parlamentare nell'aprile 2019 dopo esser stato nominato Ministro delle finanze nel secondo governo Ratas, riprendendo il suo incarico parlamentare il 27 gennaio 2021. Alle elezioni del 2023 è risultato nuovamente eletto al parlamento.

## Vita privata
È sposato e ha quattro figlie ed un figlio.